# 皇龍道
皇龍道（英語：Dragon Road）是香港香港島灣仔區天后的一條街道，2016年前屬於東區，連接天后廟道及金龍台，位於天后廟道西南方向近天后廟交界。因早年大坑舞火龍的路線會經過皇龍道，故該山路前稱「黃龍道」。2008年9月，經過商業電台「在晴朗的一天出發」的報導，康樂及文化事務署與相關部門展開行動擴闊兩端的混凝土花槽以讓皇龍道的「東區樹王」細葉榕在路中心繼續生長。「東區樹王」已被政府列入香港古樹名木冊，樹下及附近樓宇，為電影《行運超人》場景。而金龍臺7號一所樓宇曾成為無線電視劇集《花花世界花家姐》的拍攝場地。電視劇《愛我請留言》（第17集）和電影《92黑玫瑰對黑玫瑰》也曾在此處取景。

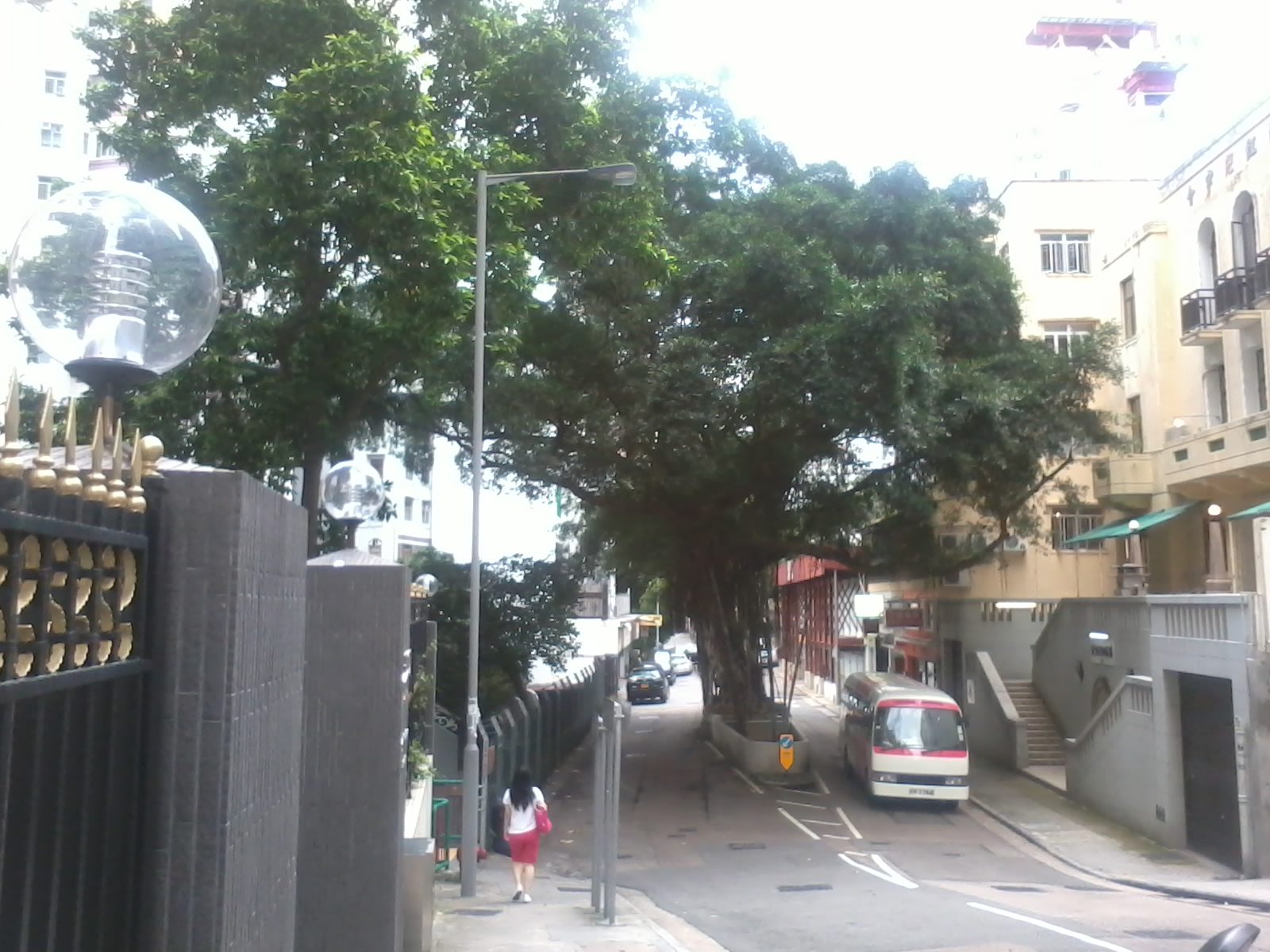
路中心的老榕樹

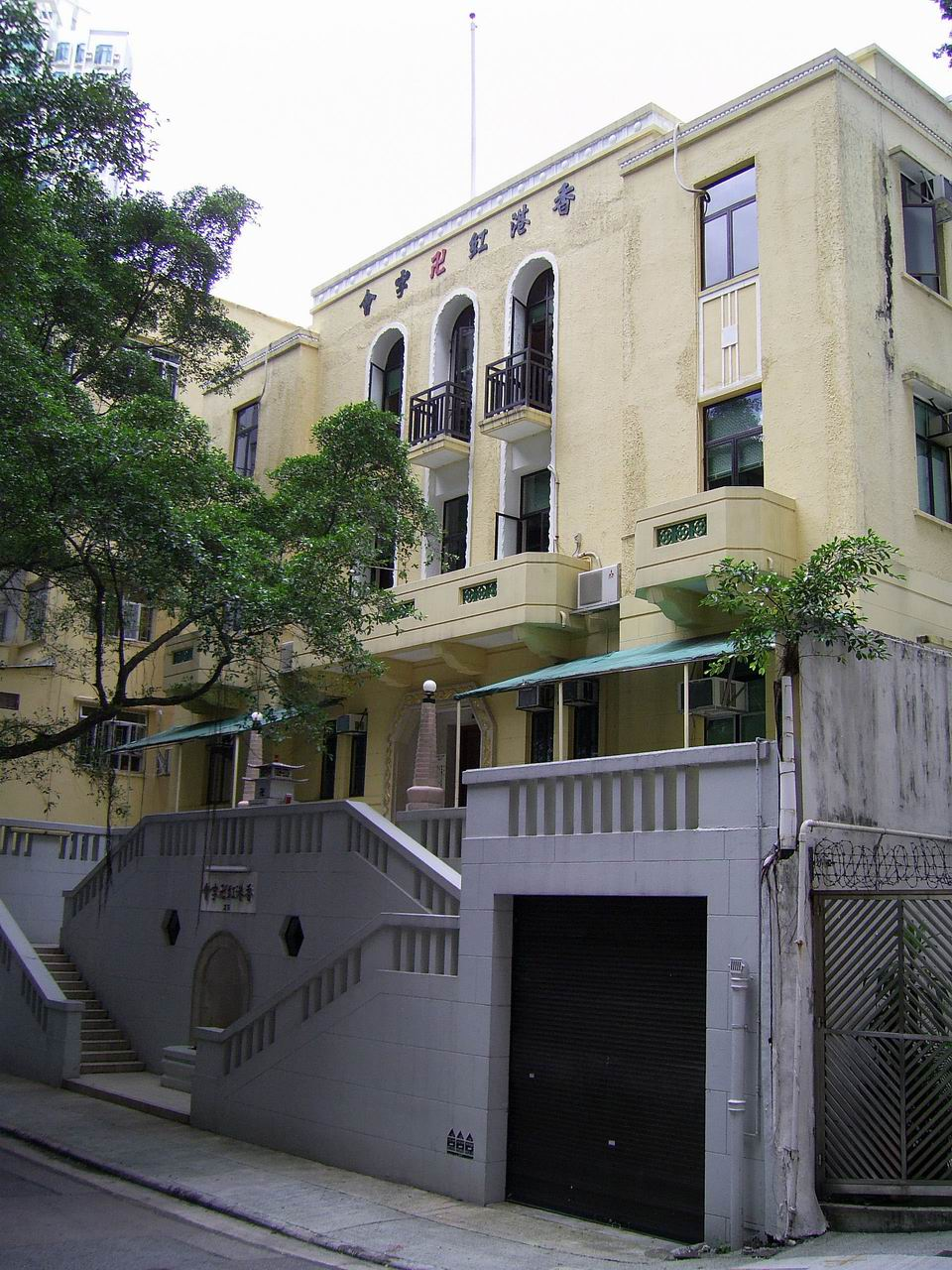
大坑皇龍道 香港紅卍字會

## 歷史
本道路為東區發展工程而興建，原屬於東區。後來於2016年，成為灣仔區的一部份。

## 鄰近建築
- 龍景花園
- 寶明閣
- 天后廟
- 皇道瑜伽中心
- 香港紅卍字會贈診所
- 聚龍閣
- 金龍閣
- 龍峰閣
- 龍心閣
- 乘龍閣
- 金龍大廈
- 柏傲山

## 外部連結
- 從街道建築講歷史: 天后皇龍道及金龍臺
- 新世界皇龍道建5幢 （页面存档备份，存于）
- 皇龍道東區樹王 （页面存档备份，存于）